# Diversidad sexual en Santa Lucía
Las personas lesbianas, gays, bisexuales y transgénero (LGBT) que viven en Santa Lucía enfrentan desafíos legales que no experimentan los miembros no LGBT de la población. La actividad sexual entre personas del mismo sexo es legal en el país desde julio de 2025, de acuerdo a un fallo judicial.
Se encuentran vigentes protecciones legales contra la discriminación basada en la orientación sexual y en la identidad de género. Además, la Ley de Violencia Doméstica de 2022 es inclusiva con las parejas conformadas por personas del mismo sexo.

## Actividad sexual entre personas del mismo sexo
La actividad sexual entre personas del mismo sexo fue ilegal para los hombres hasta el 29 de julio de 2025, cuando la Suprema Corte del Caribe Oriental anuló por inconstitucionales las leyes de la era colonial contra la sodomía y la indecencia grave.

### Leyes
El Código Penal (No. 9 de 2004; vigente desde el 1 de enero de 2005 hasta el 29 de julio de 2025), establecía:

#### Conducta indecente
- Sección 132.
  - (1) Cualquier persona que cometa un acto de indecencia grave con otra persona comete un delito y es pasible de pena de prisión de diez años o condena sumaria de cinco años.
  - (2) La subsección (1) no se aplica a un acto de indecencia grave cometido en privado entre un hombre adulto y una mujer adulta, ambos con su consentimiento.
  - (3) A los efectos de la subsección (2) —
    - (a) se considerará que un acto no ha sido cometido en privado si se comete en un lugar público; y
    - (b) se considerará que una persona no consiente en la comisión de tal acto si:
      - (i) el consentimiento es extorsionado por la fuerza, amenazas o temor de daño corporal o se obtiene mediante representaciones falsas y fraudulentas en cuanto a la naturaleza del acto;
      - (ii) el consentimiento sea inducido por la aplicación o administración de cualquier droga, materia o cosa con la intención de intoxicar o adormecer a la persona; o (iii) esa persona es, y la otra parte en el acto sabe o tiene buenas razones para creer que la persona sufre de un trastorno mental.

  - (4) En esta sección, "indecencia grave" es un acto que no sea una relación sexual (ya sea natural o antinatural) por parte de una persona que implique el uso de los órganos genitales con el propósito de despertar o satisfacer el deseo sexual".

#### Sodomía
- Sección 133.
  - (1) Una persona que comete sodomía comete un delito y está sujeta a pena de prisión -
    - (a) de por vida, si se comete con fuerza y sin el consentimiento de la otra persona;
    - (b) de diez años, en cualquier otro caso.

  - (2) Cualquier persona que intente cometer sodomía o cometa un asalto con la intención de cometer sodomía, comete un delito y puede ser castigado con cinco años de prisión.
  - (3) En esta sección, "sodomía" significa relaciones sexuales por ano de una persona de sexo masculino con otra persona de sexo masculino".

Múltiples fuentes afirman que estas leyes no se aplican.

### Esfuerzos de despenalización
En noviembre de 2017, mientras hablaba en la reunión del Centro Caribeño para la Familia y los Derechos Humanos (Caribbean Center for Family and Human Rights, CARIFAM), la ministra de Asuntos Exteriores, Sarah Flood-Beaubrun, reiteró su posición de que el gobierno "mantendrá su decisión de abstenerse de despenalizar la sodomía y la prostitución a pesar de la creciente presión de países y organizaciones internacionales".
En febrero de 2019, tras el asesinato a puñaladas del guyanés Michael Pooran, de 27 años, en Santa Lucía, las organizaciones "Eastern Caribbean Alliance for Diversity and Equality" (ECADE) y "United & Strong" dijeron que se alega que la muerte de Pooran se debe a su orientación sexual percibida. Han instado al gobierno de Santa Lucía a "denunciar enérgicamente cualquier forma de violencia y discriminación por motivos de orientación sexual, identidad y expresión de género" y "alentar a los gobiernos de Santa Lucía y el Caribe oriental a reexaminar el impacto de las leyes de sodomía e indecencia grave que se interpretan ampliamente como criminalización de la comunidad LGBT".
En marzo de 2019, se informó que el senador Hermangild Francis, Ministro de Justicia y Seguridad Nacional y ex Comisionado de Policía Adjunto, apoya una revisión de la ley de sodomía de Santa Lucía. Dijo a los periodistas:

"Si los santalucenses quieren que se revise eso, no tengo problemas con eso. Pero creo que ha llegado el momento en que realmente tenemos que analizarlo. Demasiados jóvenes están siendo difamados debido a su orientación sexual. Yo no creo que sea correcto. Todos deberían tener derecho a sus propias creencias sexuales, políticas y religiosas. Estoy de acuerdo en que deberíamos revisarlo. La homosexualidad con adultos que consienten en su privacidad: no veo ningún problema, pero como dije, todos tienen derecho a su opinión y debemos respetar a todos en ese tipo de discusión".
Hermangild Francis

A fines de marzo de 2019, el jefe de la Iglesia Católica en Santa Lucía, el arzobispo Robert Rivas, afirmó que la iglesia no está en contra de los homosexuales o las lesbianas y expresó la esperanza de que los gobiernos de la región "hagan lo correcto" en materia de la ley contra la sodomía. Él dijo: "En algunos lugares, ya se eliminó. Si es una ley que es angustiosa y no es una ley que cumple su propósito de la manera en que debería haber cumplido su propósito en el pasado, entonces tiene que ser revisado y actualizado." Agregó que: "La iglesia no está en contra de los homosexuales o las lesbianas; la iglesia tal vez esté en contra de la actividad donde hay un problema moral, pero en términos de la persona, la iglesia siempre amará a la persona y cuidará de la persona como lo hizo Jesús" y que "Quien haya dicho que la iglesia está en contra [de los homosexuales] probablemente esté mal informado sobre la iglesia de hoy, nunca he dicho eso en mi predicación en Santa Lucía. He estado aquí once años y soy obispo durante 29 años. Nunca he predicó eso, y nunca he escuchado a nuestra arquidiócesis predicar eso", diciendo que puede ser el momento adecuado para volver a visitar la sodomía de la isla. Días después, a principios de abril, el ministro Superintendente Metodista, Seth Ampadu de la Iglesia Metodista, señala que da la bienvenida a los gays y lesbianas, pero no a sus actividades, también dijo que la ley es angustiosa y no está cumpliendo su propósito, entonces tiene que ser revisada y actualizada.

## Oposición a la declaración de la ONU
Santa Lucía fue el único miembro de la ONU en las Américas que se opuso formalmente a la Declaración sobre orientación sexual e identidad de género de las Naciones Unidas.

## Reconocimiento de uniones del mismo sexo
No existe reconocimiento legal del matrimonio entre personas del mismo sexo. La Ley de Estado Civil (2005) no establece una definición de matrimonio, sin embargo, contiene disposiciones que limitan el matrimonio a una unión heterosexual.
La Ley de Violencia Doméstica de 2022 establece que "cohabitante" se refiere a una persona que reside o residió con otra persona como pareja, aunque no estén casados entre sí. Además define "relación doméstica" como la relación entre un solicitante y un demandado en la que: son o fueron cohabitantes; mantienen o mantuvieron una relación de compromiso, noviazgo o visitas; comparten o compartieron el mismo hogar o residencia; o mantienen o han mantenido una relación que el tribunal considera doméstica.

## Protecciones contra la discriminación
El artículo 131 del Código del Trabajo, promulgado en 2006, prohíbe el "despido improcedente" basado en la orientación sexual.
La Ley de Violencia Doméstica aprobada el 8 de marzo de 2022 extiende todas sus protecciones a las personas LGBTQ. Establece que un funcionario público u otra persona que preste un servicio a una víctima no debe tratarla de manera discriminatoria. Incluye la prohibición de la discriminación basada en la orientación sexual y la identidad de género.
La Ley de Protección de Datos (2022) protege la "orientación sexual" como datos personales y datos personales sensibles.

## Condiciones de vida
En junio de 2011, el entonces Ministro de Educación y Cultura, Arsene James, expresó su opinión de que no había nada de malo en tener debates sobre la homosexualidad en las escuelas.
En 2011, el entonces ministro de Turismo y Aviación Civil, Allen Chastanet, se disculpó con tres hombres homosexuales estadounidenses que fueron atacados y robados violentamente dentro de una villa de vacaciones por asaltantes que los llamaron "maricas", y dijo: "Ya sea que este crimen haya sido motivado por un sentimiento anti-gay, o durante el transcurso de un robo, es un comportamiento inaceptable y Santa Lucía, como destino, no lo tolerará... Santa Lucía siempre ha sido un destino seguro, respetuoso de las propias elecciones religiosas, creencias y perspectivas de vida de las personas".
En abril de 2015, Lorne Theophilus, entonces Ministro de Turismo, Información y Radiodifusión, dijo que Santa Lucía da la bienvenida a los visitantes de la comunidad LGBT, que siempre ha recibido a los turistas homosexuales, pero que no se prevén cambios para la "sodomía" en las leyes de Santa Lucía que provienen de la era colonial.[cita requerida]
En mayo de 2015, a la luz del éxito de la capacitación de sensibilización sobre derechos humanos de 2014 que buscaba educar a la Real Fuerza de Policía de Santa Lucía sobre contenido general y específico LGBT, United and Strong organizó una iniciativa de capacitación adicional. United and Strong amplió sus esfuerzos a otros proveedores de servicios comunitarios y de aplicación de la ley, centrándose en los oficiales de los puertos aéreos y marítimos, aduanas y correccionales, así como en miembros de la sociedad civil que interactúan con las fuerzas del orden público en nombre de su comunidad.
En 2017, en una entrevista, Dominic Fedee, entonces Ministro de Turismo, Información y Radiodifusión, reiteró que Santa Lucía da la bienvenida a los visitantes de la comunidad LGBT y dijo que el país no busca activamente atraer específicamente a los viajeros LGBTQ, aunque todos son bienvenidos, y que trabajó en la industria de la hospitalidad durante 16 años y acogieron a muchas parejas homosexuales, y eso es una práctica común.
En 2017, respondiendo a un artículo de PinkNews sobre la situación de los derechos LGBT en Santa Lucía, Jassica St Rose, representante de la Secretaría de la Mujer de la Asociación Internacional de Lesbianas, Gays, Bisexuales, Trans e Intersex (ILGA), dijo: "Si bien tenemos leyes sobre sodomía en los libros de estatutos, no se han aplicado recientemente. Además, actualmente nadie está encarcelado en Santa Lucía por ser gay. Hubiera sido instructivo si "PinkNews" se hubiera puesto en contacto con United and Strong o ECADE para hacer comentarios". Adaryl Williams, de la asociación LGBT local United and Strong, dijo: "Sí, existen leyes discriminatorias, sin embargo, hemos tenido cruceros gay y parejas gay y personas que visitan aquí de manera segura. Hay varias propiedades hoteleras con políticas que apoyan a las personas LGBT".
En agosto de 2017 la asociación LGBT United and Strong acogió con satisfacción las opiniones expresadas por funcionarios de la Iglesia Católica que creen que las personas homosexuales no deben ser discriminadas.
En mayo de 2017 se celebró el Día Internacional contra la Homofobia, la Transfobia y la Bifobia (IDAHOT) en el Alto Comisionado Británico en Santa Lucía con miembros y personal de la asociación LGBT United and Strong.
En marzo de 2019 el Tribunal Superior decidió que los hombres homosexuales corren el riesgo de ser perseguidos en Santa Lucía y pueden solicitar asilo en el Reino Unido.
En marzo de 2019 se produjo el suicidio del adolescente supuestamente abiertamente gay Gervais Emmanuel, de 17 años, a causa de presuntos acosos y presiones homofóbicas. El suicidio reavivó la conversación sobre la homofobia en Santa Lucía y el mal trato hacia los miembros de la comunidad LGBTQ de la isla por parte del público en general. Una marcha contra el acoso tuvo lugar semanas después en una campaña contra el acoso en Soufrière donde el Oficial de Educación del Distrito 8, Shervon Mangroo, hizo un llamado a los estudiantes de Soufrière para denunciar el acoso en cualquier forma o manera.
En mayo de 2019, el programa de televisión británico Blind Date fue criticado por enviar a dos concursantes bisexuales a lugares donde los actos sexuales entre personas del mismo sexo eran ilegales. Jordan Shannon fue emparejado con Jesse Drew. Los productores del programa dijeron que no sabían eso, y aunque Jesse estaba ansioso por eso, Jordan se sorprendió al principio, pero dijo que no sería una preocupación y dijo después de que regresaron sanos y salvos al Reino Unido que: "Independientemente, los lugareños fueron muy serviciales y nos cuidaron mientras estábamos en nuestras citas".

### Marchas del orgullo
La primera marcha del orgullo gay de Santa Lucía estaba programada del 23 al 26 de agosto de 2019, como parte de una serie de jornadas de festejos con "Persistir con orgullo" como tema de celebración. Incluyó actividades destinadas a educar y sensibilizar al público en general, así como a dignificar a las personas LGBT en Santa Lucía, y las actividades públicas incluyeron un panel sobre LGBT en Santa Lucía, y el Día de la Familia y Feria de la Salud, que incluyó charlas de salud y proyecciones, discursos de felicitación, actuaciones y obsequios. Las Asambleas Pentecostales de las Indias Occidentales (PAWI) expresaron su objeción al evento del orgullo, sin embargo, el arzobispo católico Robert Rivas, de la Arquidiócesis de Castries en Santa Lucía, dijo que su iglesia no se oponía al evento del orgullo.